# بيركهولدرية منتفخة
بيركهولدرية منتفخة (الاسم العلمي: Burkholderia nodosa) هي نوع من البكتيريا، سلبية الغرام، تتبع جنس البيركهولدرية.